# Chinon
Chinon egy francia kisváros Indre-et-Loire megyében. A város a Vienne folyó két partján helyezkedik el, nem messze a Loire-ba torkollásától. Fő nevezetessége az impozáns várrom, a Château de Chinon, illetve a chinoni atomerőmű négy aktív nyomottvizes és három magnoxreaktorral. Chinon fontos gazdasági ága a borászat. Franciaország kulturális és történelmi városa címet viseli. Lakosainak száma 8121 fő (2022. január 1.). Chinon Beaumont-en-Véron, Cinais, Cravant-les-Côteaux, Huismes, Rivière, La Roche-Clermault és Saint-Benoît-la-Forêt községekkel határos.

## Történelem

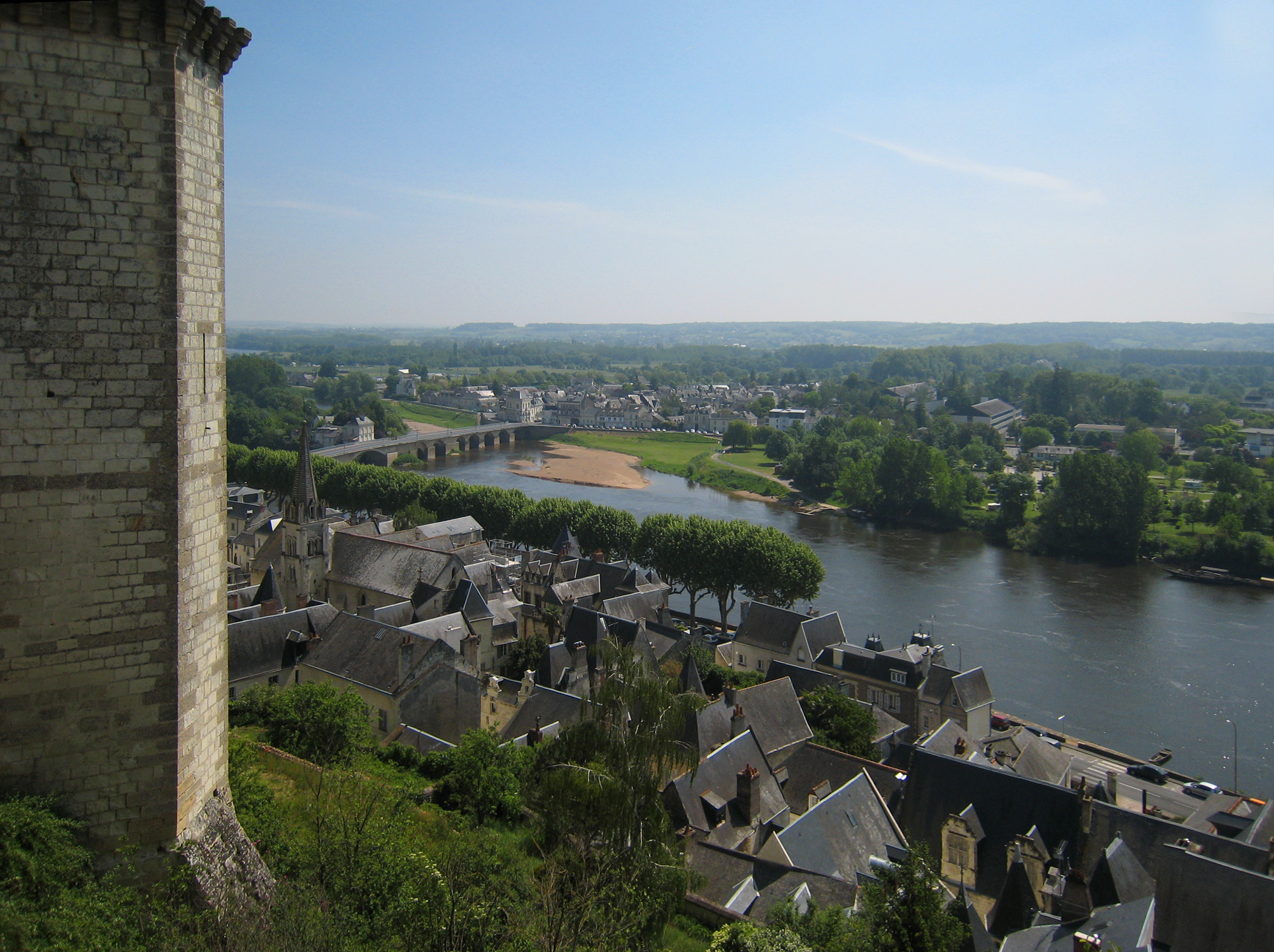
Panoráma a várból a városra és a Vienne folyóra

A város stratégiai fontosságú helyszínén már az újkőkorszakban letelepedtek. A római korban a gall kisvárost egy gallo-római castrummá (katonai tábor) változtatták. Az első ismert keresztény Brice de Tours volt 370-440 körül, aki Tours-i Szent Márton egy követője volt. Ő alapította a Szent Márton Templomot és a kolostort. A település nevét először Tours-i Szent Gergely foglalta írásba, mint Caino a 6. században.
964 és 1044 között a blois-i grófok kezébe került Chinon vezetése. I. Theobald építette az első várat, utódja III. Theobald 1044-ben az Anjouk, II. Gottfried kezébe adta a hatalmat.
A középkorban különösen II. Henrik ideje alatt indult fejlődésnek a város. Újjáépítették és kibővítették a várat, amely a király kedvelt rezidenciájává vált. Chinon a királyi birtokká vált 1205-ben. A százéves háború alatt örökbérletbe adták, amikor a leendő francia király VII. Károly menedéket kért 1418-ban. A város hű maradt Károlyhoz, aki itt rendezte be az udvarát. 1429-ben ide látogatott Jeanne d’Arc, hogy bevallja látomásait és segítséget kérjen. A 16. századtól kezdve Chinon már nem volt királyi rezidencia.

## Földrajz

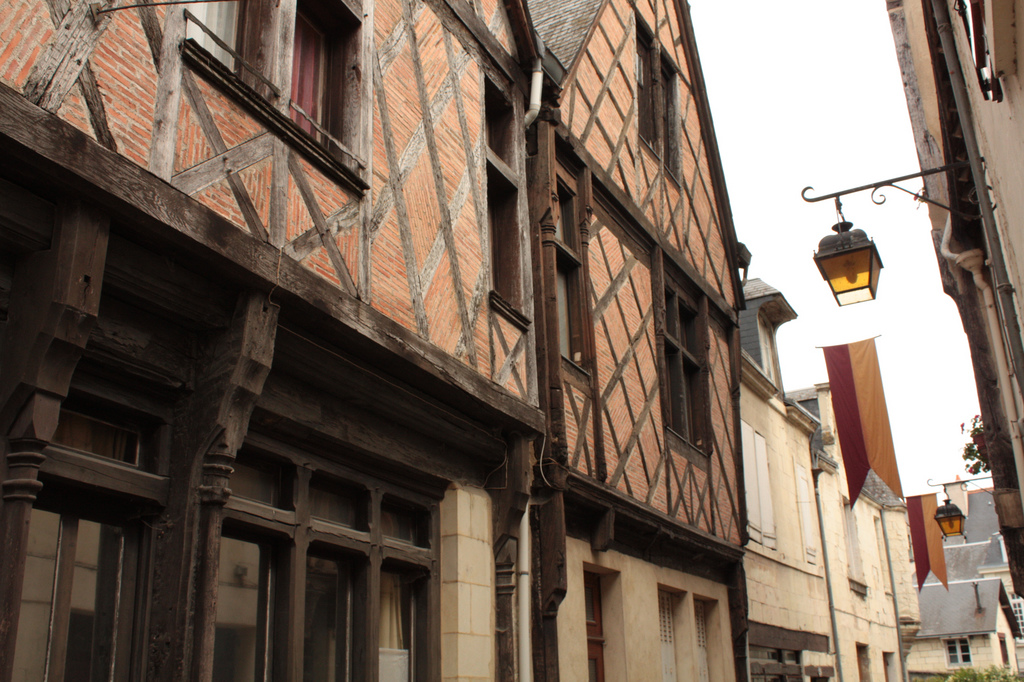
Chinon egyik utcája

Chinon a Val de Loire terület szívében helyezkedik el, a Vienne völgyében (Vallée de la Vienne), a folyó két partján. A város 47 km-re délnyugatra helyezkedik el Tours-tól, Párizstól pedig 305 km-re dél-délnyugatra. A település területe 39,02 km², és a Parc naturel régional Loire-Anjou-Touraine (egy regionális természetvédelmi park) szívében terül el. Ezen felül Natura 2000 területté is nyilvánították az itt található mediterrán reliktum növényfajainak köszönhetően. A terület éghajlata óceáni, az időjárás változékony, viszonylag hűvös, csapadékos.
Chinon óvárosa számos régi, a középkor hangulatát idéző épülettel büszkélkedik, köztük az impozáns várrom, a Château de Chinon, amelyet az elmúlt években részben restauráltak.

## Demográfia
| Év   | Lakosság |
| ---- | -------- |
| 1793 | 5704     |
| 1800 | 6110     |
| 1806 | 5992     |
| 1821 | 6333     |
| 1831 | 6859     |
| 1836 | 6911     |
| 1841 | 6677     |
| 1846 | 6690     |
| 1851 | 6774     |

| Év   | Lakosság |
| ---- | -------- |
| 1856 | 6922     |
| 1861 | 6905     |
| 1866 | 6895     |
| 1872 | 6553     |
| 1876 | 6301     |
| 1881 | 6096     |
| 1886 | 6205     |
| 1891 | 6119     |
| 1896 | 6187     |

| Év   | Lakosság |
| ---- | -------- |
| 1901 | 6033     |
| 1906 | 5813     |
| 1911 | 5943     |
| 1921 | 5349     |
| 1926 | 5751     |
| 1931 | 5515     |
| 1936 | 5790     |
| 1946 | 6069     |
| 1954 | 6743     |

| Év   | Lakosság |
| ---- | -------- |
| 1962 | 7593     |
| 1968 | 7735     |
| 1975 | 8014     |
| 1982 | 8622     |
| 1990 | 8627     |
| 1999 | 8716     |
| 2006 | 8256     |
| 2007 | 8202     |
| 2010 | 7894     |

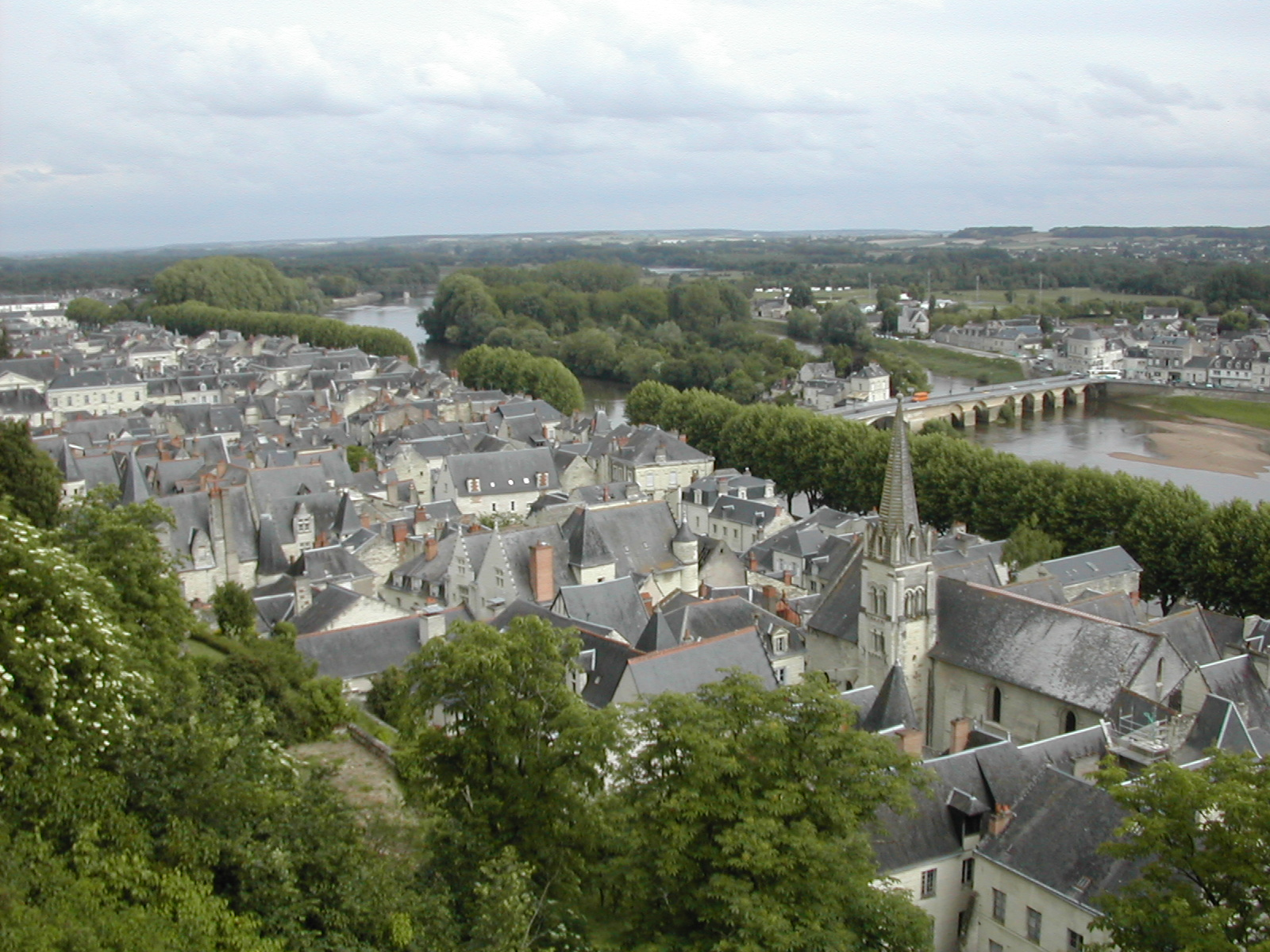
Chinon látképe

Forrás: INSEE, et Ldh/EHESS/Cassini, 2007-es adat:

## Látnivalók

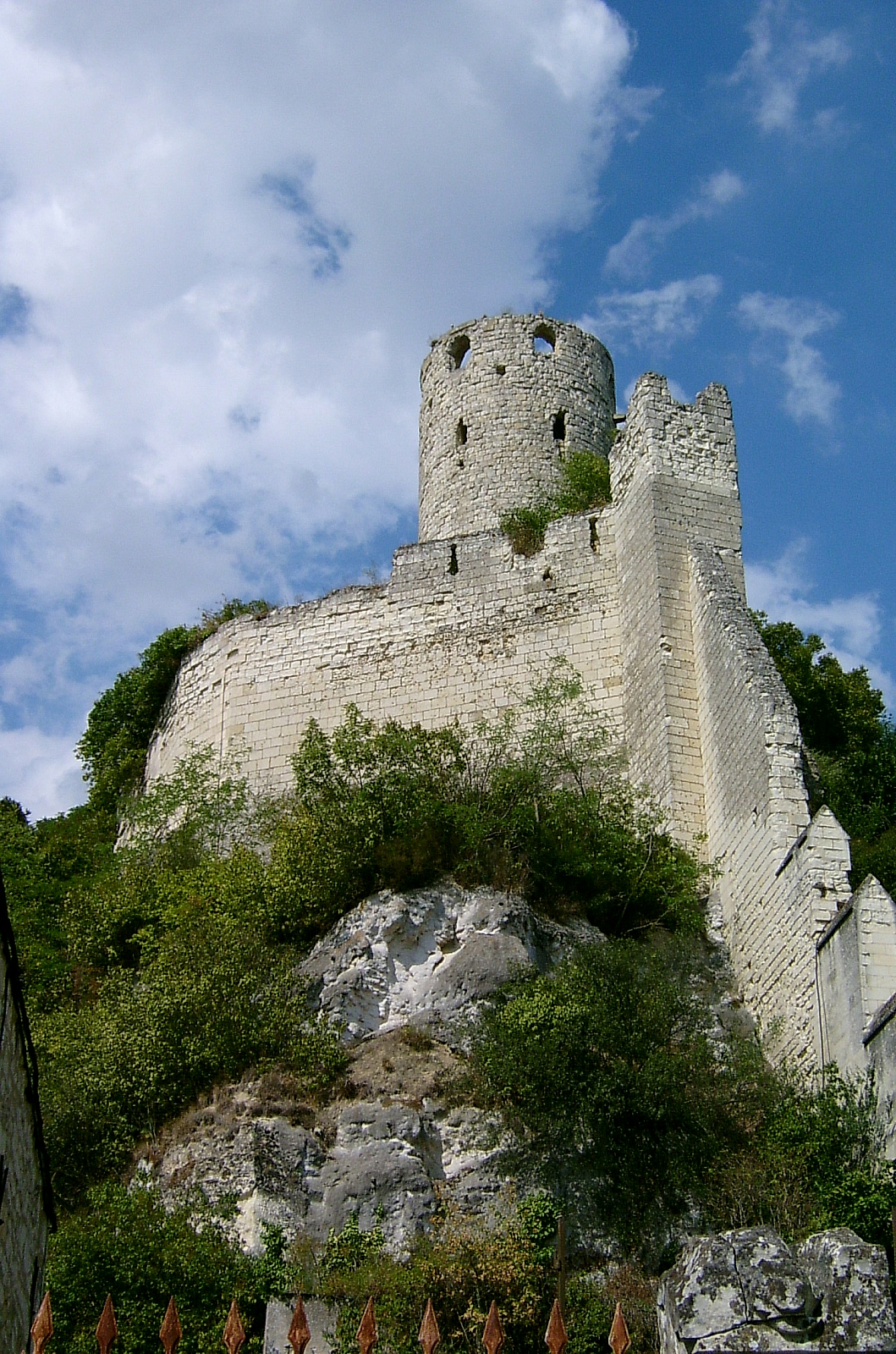
Château de Chinon

### Épületek
- a gallo-római rom Bessé-ben, a város keleti részén
- Château de Chinon vár romja
- az apátsági templom (10-11. század) és az egykori Szent Mexme kolostor, ma iskola
- az óváros 15-16. századi épületivel
- Notre-Dame de Parilly templom (12. század)
- Saint-Étienne templom (15. század)
- Saint-Maurice templom (12-15. század)
- Tour de l'Horloge óratorony, (már a 12. században létezett kezdeményeiben)
- Tour Argenton (15. század)

### Múzeumok
- Vieux Chinon múzeum
- Jeanne d’Arc múzeum a „Tour de l'Horloge“-n
- az animé du vin bormúzeum
- a népművészetek és tradíciók múzeuma
- Maison de la Rivière, Quai Pasteur, a loire-i hajózás történelmét mutatják be

## Gazdaság

### Szőlészet és borászat

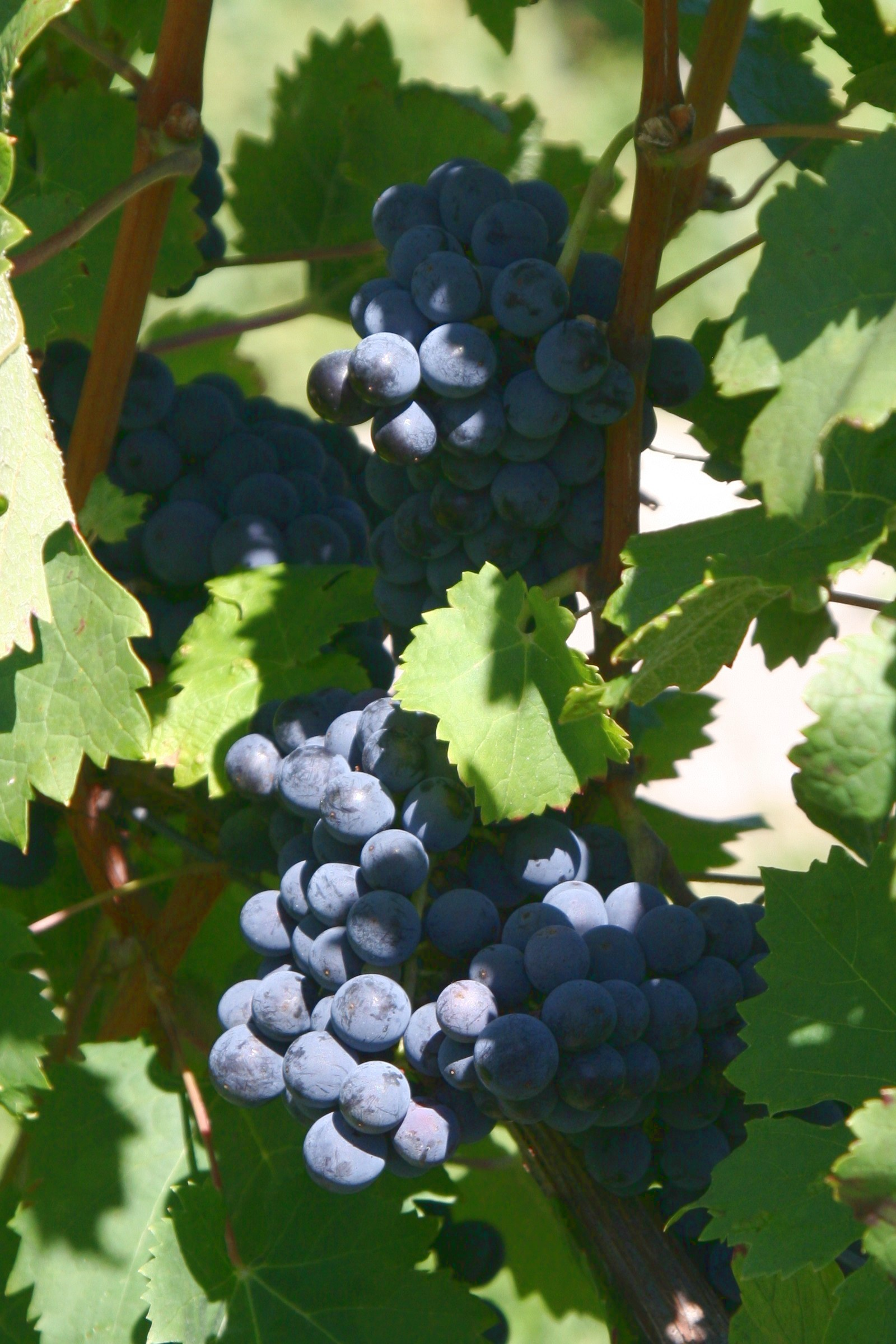
Cabernet franc

A chinoni bor a város körüli szőlőgazdaságokból származik Touraine számos területéről, a chinoni AOC mintegy 2200 hektáros területű. Szokatlanul a Loire-völgy többi területéhez képest, főleg vörösbort, 2-5%-ban rosébort és csak nagyon kevés fehérbort termelnek. Itt állítják elő a legjobb borokat egész Franciaországban. 2002-ben 108 609 hektoliter vörös- és rosébort és 1100 hektoliter fehérbort állítottak elő.

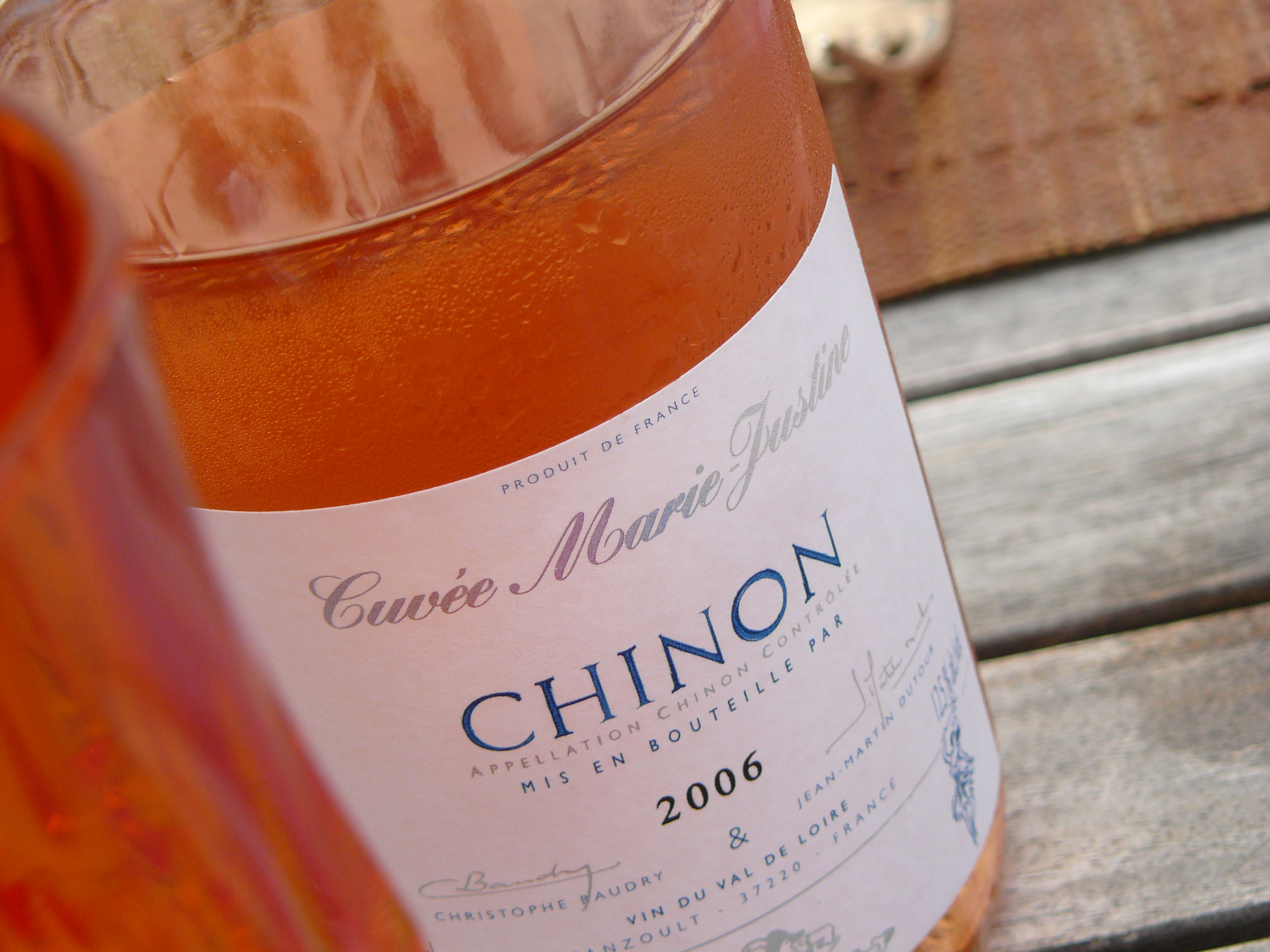
Chinoni rosébor

A vörös- és rosébort a cabernet franc (helyileg cabernet breton-ként ismert) és 10%-ban cabernet sauvignon szőlőfajtákból készítik. A borok tipikusan szárazak, mélyvörösek és könnyűek (5-15%-os alkoholtartalmúak), kiválóan alkalmasak ételekhez. A jó évjáratú borokat akár több mint 10 évig is tárolhatják a pincékben. A cabernet franc a terület köves völgyteraszain nő, ügyelnek arra, hogy az újbor a feketeribizli és az ánizs ízjegyeit hordozza. A vienne-i sziklás területekről származó borok jól elkülönülnek más Loire környéki boroktól, magasabb csersavtartalmúak és jobban kifejezik az alkaloidok ízét a kevésbé zord terroirokon termelt boroknál, mely a bornak ásványos, pikáns és erősen csersavas jellemszilárdságot ad. Ezek a borok idősödésükkel egy bársonyos melegségű zamatosságot kapnak. A könnyű borokról jellemzően ismert, hogyha jó a termelő és kiváló a szüret, akkor jól ellenállnak az avasodásnak. A fehér bort elsődlegesen chenin blanc-ből állítják elő. Ezek a borok jellemzően szárazak, lágyak, könnyűek és tiszták.
Chinon a Vienne folyó partján helyezkedik el. A város szőlőgazdaságai lefedik a Vienne folyó meredek partjait, a lankásabb lejtők Chinontól északra futnak a Loire felé. A szőlősdombok túlnyomórészt eróziós törmelékkúpból és kavicshordalékból állnak az élén nehéz turoni mészkövekkel. A Loire mentén több helyen is a turoni mészkövek adják a Loire folyásútját.

## Chinon filmeken
Chinon szolgált helyszínéül két angol játékfilmnek, melyeket persze nem a várromban forgattak.
- Az egyik film az Oscar-díjas "Becket", mely 1963-ban készült Peter Glenville rendezésében. A címszerepet Richard Burton játszotta, II. Henriket Peter O’Toole, VII. Lajost pedig John Gielgud. A filmet a Shepperton Studios készítette, forgatási helyszínül az Alnwick Castle és a Bamburgh Castle szolgált.
- A másik a szintén Oscar-díjas "Az oroszlán télen" című 1968-as film. A történet 1183-ban Oroszlánszívű Richárd idején játszódik, a főszerepben Peter O’Toole (II. Henrik), Anthony Hopkins (Oroszlánszívű Richárd), Katharine Hepburn (Aquitániai Eleonóra) és Nigel Terry (Földnélküli János). A filmet az Ardmore Studios készítette, forgatási helyszínül Arles melletti Montmajour és Tarascon vára szolgált.

## A város hírességei
- François Rabelais, (c. 1493-1553), pap és orvos, a legnagyobb francia humanista reneszánsz író

## Testvértelepülések
A következő települések állnak Chinonnal testvérvárosi kapcsolatban:
- Hofheim am Taunus (Németország)
- Tiverton (Egyesült Királyság)

A következő település áll Chinonnal partnervárosi kapcsolatban:
- Tenkodogo (Burkina Faso)